# Cidade planejada

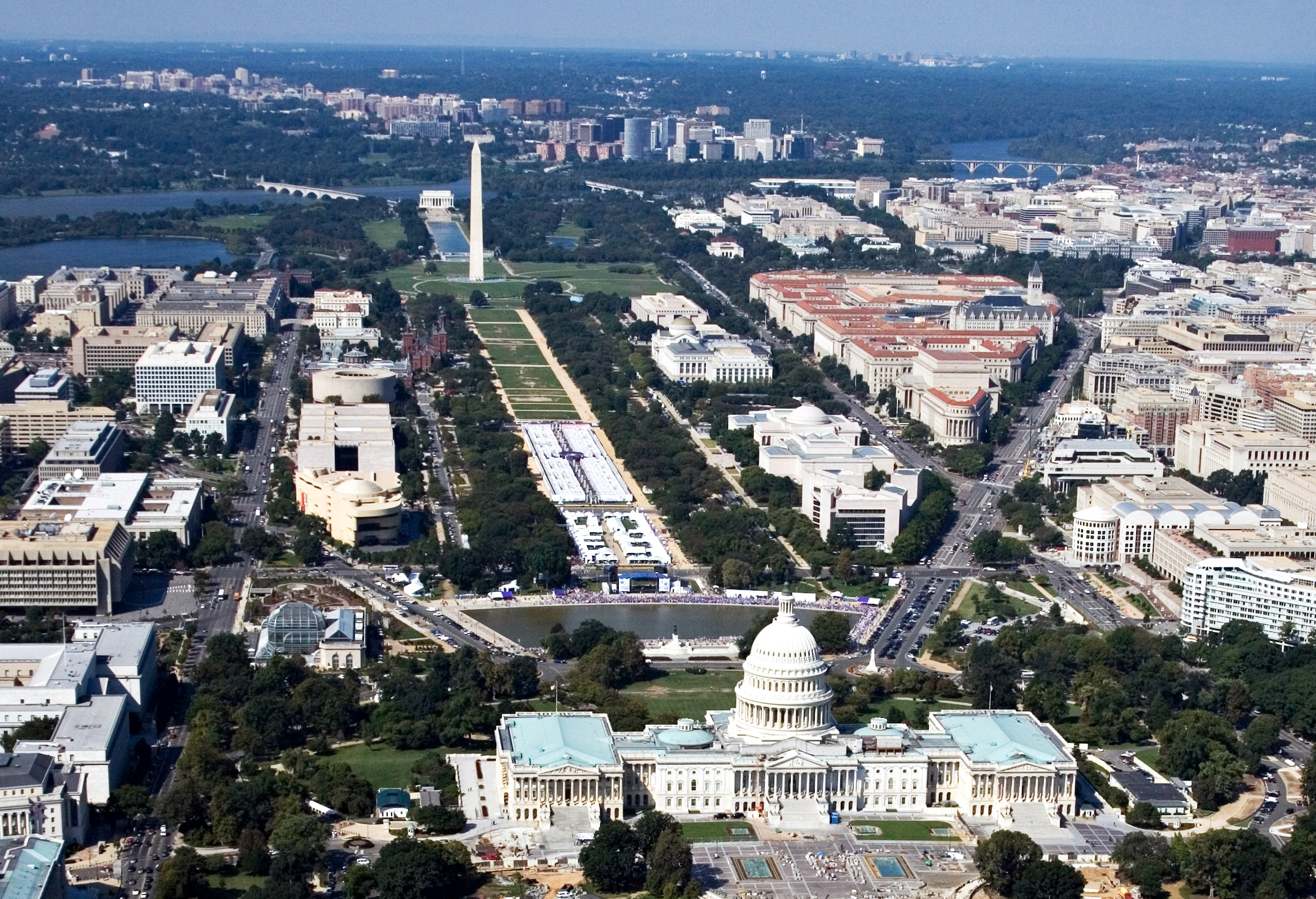
Washington, D.C, Estados Unidos

Cidade planejada é qualquer comunidade que foi cuidadosamente planejada desde o seu início e é normalmente construída em uma área anteriormente subdesenvolvida. Isto contrasta com os assentamentos que evoluem de uma forma mais ad hoc. Conflitos de uso da terra são menos frequentes em comunidades planejadas, uma vez que são criadas com áreas com ocupação predeterminada.
Em muitos casos, a criação de novas cidades ocorre durante o processo de colonização de uma nova área de território; por exemplo, a criação de novos centros urbanos era comum na colonização europeia da América, quando eram construídos de acordo com um plano, normalmente sobre as ruínas de cidades ameríndias anteriores. Também muitas vezes tais cidades eram criadas ao tentar criar um novo centro econômico, como Glenrothes, na Escócia, ou político.

## Capitais

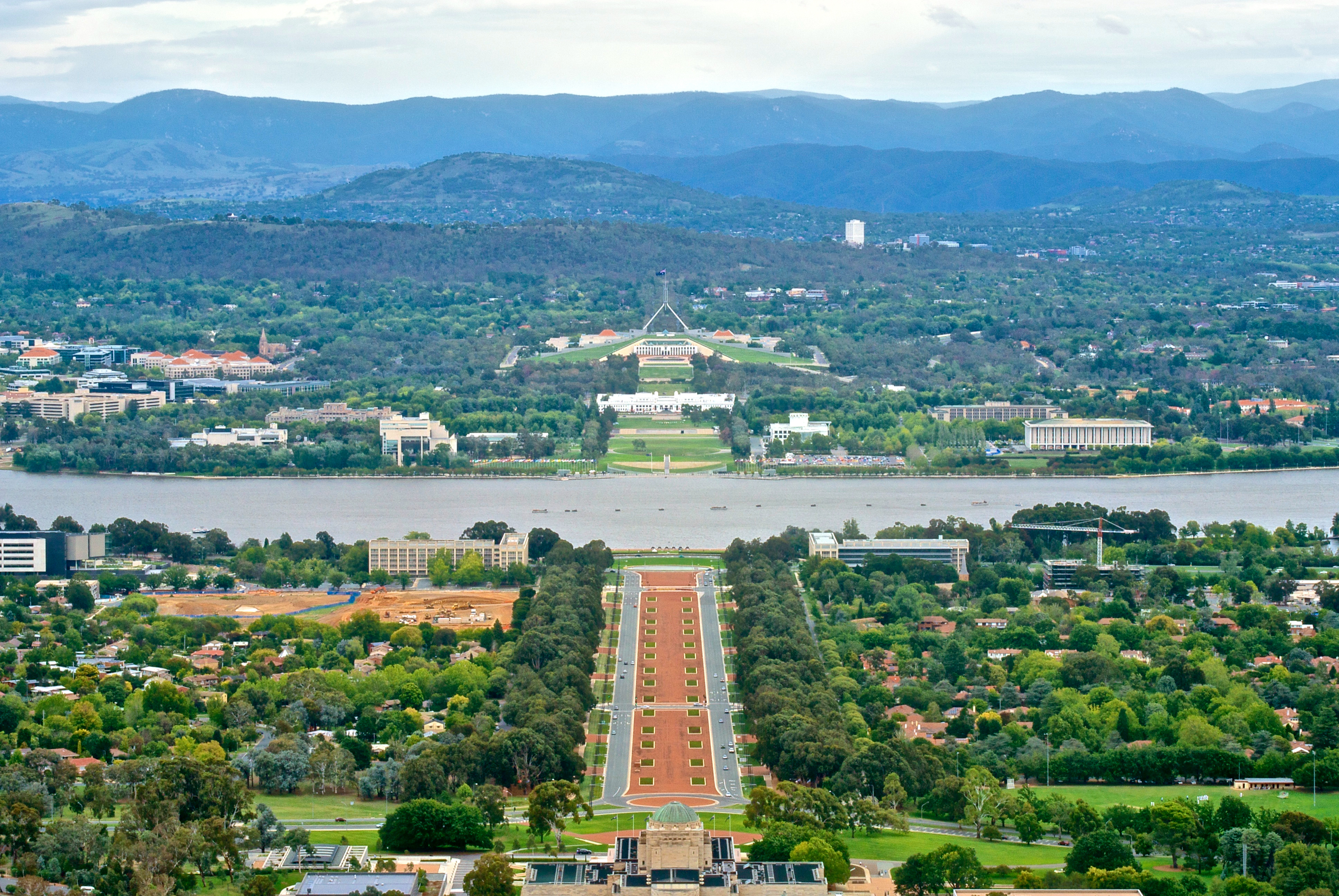
Camberra, capital da Austrália, inaugurada em 1913.

Várias das capitais políticas do mundo são cidades planejadas, como Canberra, na Austrália; Brasília, no Brasil; Belmopã, em Belize; Nova Déli, na Índia; Valeta, em Malta; Abuja, na Nigéria; Astana, no Cazaquistão; Nepiedó, em Mianmar; Putrajaia, na Malásia; Islamabade, no Paquistão; além de Washington, DC, nos Estados Unidos.

## Países hispanófonos

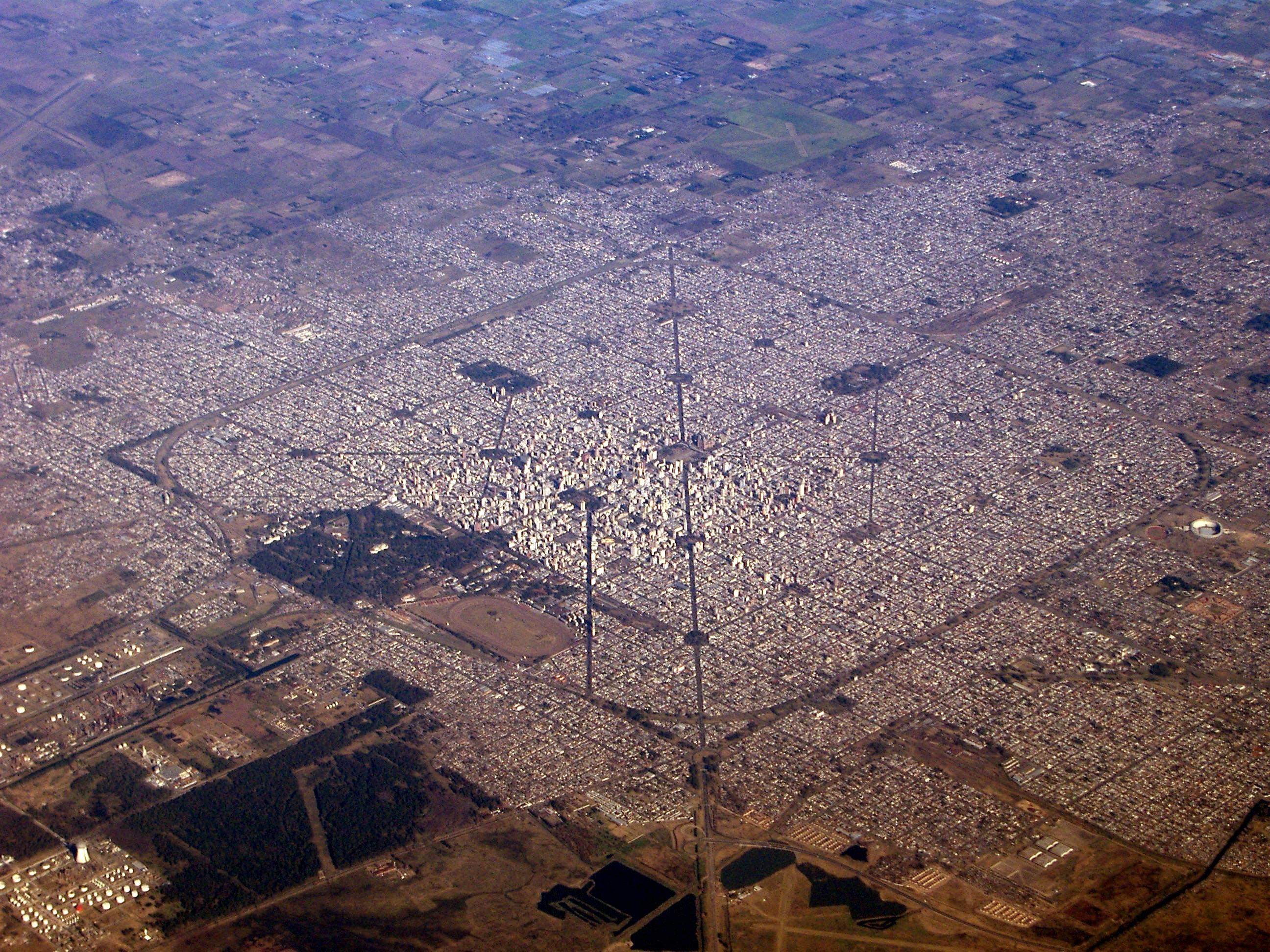
Fotografia aérea de La Plata, na Argentina, uma cidade planejada do final do século XIX.

Entre os exemplos de cidades planejadas criadas durante a colonização espanhola da América há grandes capitais como Buenos Aires, Montevidéu, Bogotá, Lima, Cidade da Guatemala e Cidade do México. Após os movimentos de independência da América Espanhola, outras cidades foram planejadas nos novos países, como La Plata, na Argentina; distrito de La Punta, no Peru; Chiclayo e Riobamba, no Equador; Yegros, no Paraguai; Cancún e Zihuatanejo, no México; Santa Tecla, em El Salvador; além de Ciudad Guayana, na Venezuela. No geral, são cidades que são construídas com uma finalidade administrativa, social ou econômica. Além disso também tendem a serem construídas para preencher territórios ou localizações geográficas desabitadas ou desconhecidas.

## Países lusófonos

### Brasil

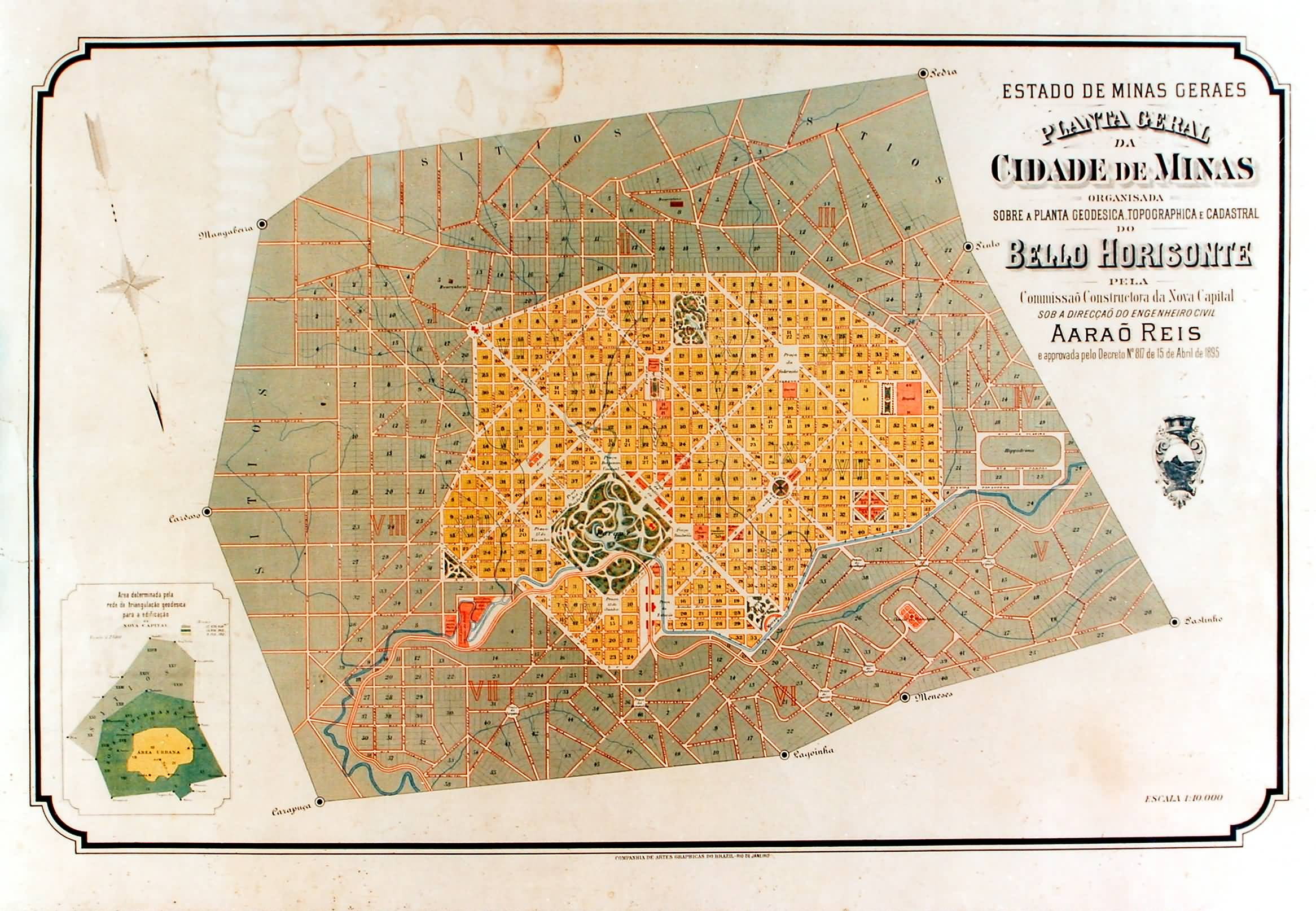
Plano urbanístico de Belo Horizonte, Minas Gerais, em 1895

Em 1889, o Brasil se tornou uma república e foi acordado que uma nova capital mineira, em sintonia com o moderno e próspero momento que o estado de Minas Gerais passava, teria de ser definida. Em 1893, devido às condições climáticas e topográficas, a localidade de Curral del Rei foi selecionada pelo então governador do estado, Afonso Pena, como o local para o novo centro econômico, cultural e político do estado, sob o novo nome de Cidade de Minas (atual Belo Horizonte). Aarão Reis, um urbanista do estado do Pará, foi então definido para projetar a terceira cidade planejada do Brasil (após Teresina, capital do Piauí, e Aracaju, capital de Sergipe) e, em seguida, a capital foi finalmente inaugurada em 1897, apesar de muitas construções estarem inacabadas no prazo para a sua conclusão. A habitação da cidade foi subsidiada pelo governo local, através da concessão de terrenos baldios livres e financiamento para a construção de casas. Uma característica interessante do plano das ruas do centro da antiga Reis para a atual Belo Horizonte foi a inclusão de uma matriz simétrica de ruas perpendiculares e diagonais em homenagem aos estados brasileiros e aos povos indígenas brasileiros.
O plano inicial para a capital do estado de Goiás, Goiânia, era para uma cidade de 50.000 habitantes com a forma de um raio concêntrico - ruas em forma de um raio, com a Praça Cívica como o centro, com as sedes do governo estadual e municipal, o Palácio das Esmeraldas e o Palácio das Campinas. Em 1937, foi assinado um decreto transferindo a capital do estado da Cidade de Goiás para Goiânia. A inauguração oficial só ocorreu em 1942, com a presença do presidente da república, governadores e ministros.
A cidade de Fordlândia, no Pará, foi construída para ser uma parte da empresa automobilística de Henry Ford. Originalmente destinada a ser uma plantação para a produção de borracha, a comunidade entrou em colapso alguns anos depois de sua construção e é hoje o lar de cócoras agricultores.
Outras cidades planejadas brasileiras notáveis são Teresina (a primeira, inaugurada em 1842), Petrópolis, Boa Vista, Palmas. Há diversas pequenas e médias cidades planejadas, sobretudo nos estados de Mato Grosso e Paraná, como Londrina, Cianorte, Maringá, Cascavel e Sinop, além de outras.
Niterói, no Rio de Janeiro, também é considerada por alguns urbanistas um exemplo de cidade planejada, tendo em vista que em 1818, foi-lhe desenvolvido pelo pintor e urbanista Arnaud Pallière, um plano para a urbanização da então Vila Real da Praia (hoje Niterói), conjunto de povoados do leste da Baía de Guanabara, recém-elevada a condição de Vila pelo rei D. João VI. Junto com o desenho de ruas, o projeto de Pallière dotada a vila de código de posturas que disciplinava e regulava as construções, e o fato de definir com muita precisão a utilização dos espaços pelos edifícios públicos (Câmara, Cadeia, igreja matriz, mercado, etc) deixam claro que muito além de um simples plano de arruamento, este era de fato um plano de urbanização. Daí muitos historiadores defenderem a tese de que Niterói foi a primeira cidade realmente projetada do Brasil.
Brasília
Juscelino Kubitschek, presidente do Brasil entre 1956 e 1961, decidiu empreender a construção de Brasília, a nova capital do país, cumprindo determinação constitucional e sua promessa de campanha. A construção da capital brasileira fora incluída no plano Plano de Metas de Kubitschek, Cinquenta anos em cinco. A antiga capital do Brasil era o Rio de Janeiro, e os recursos tendiam a ser concentrados na Região Sudeste do Brasil. Apesar da cidade ter sido construída pela necessidade de uma capital federal localizada em um local neutro, o principal motivo foi o de promover o desenvolvimento do despovoado interior brasileiro e para integrar melhor todo o território nacional; por esse motivo, Brasília está localizada próxima ao centro geográfico do território brasileiro.

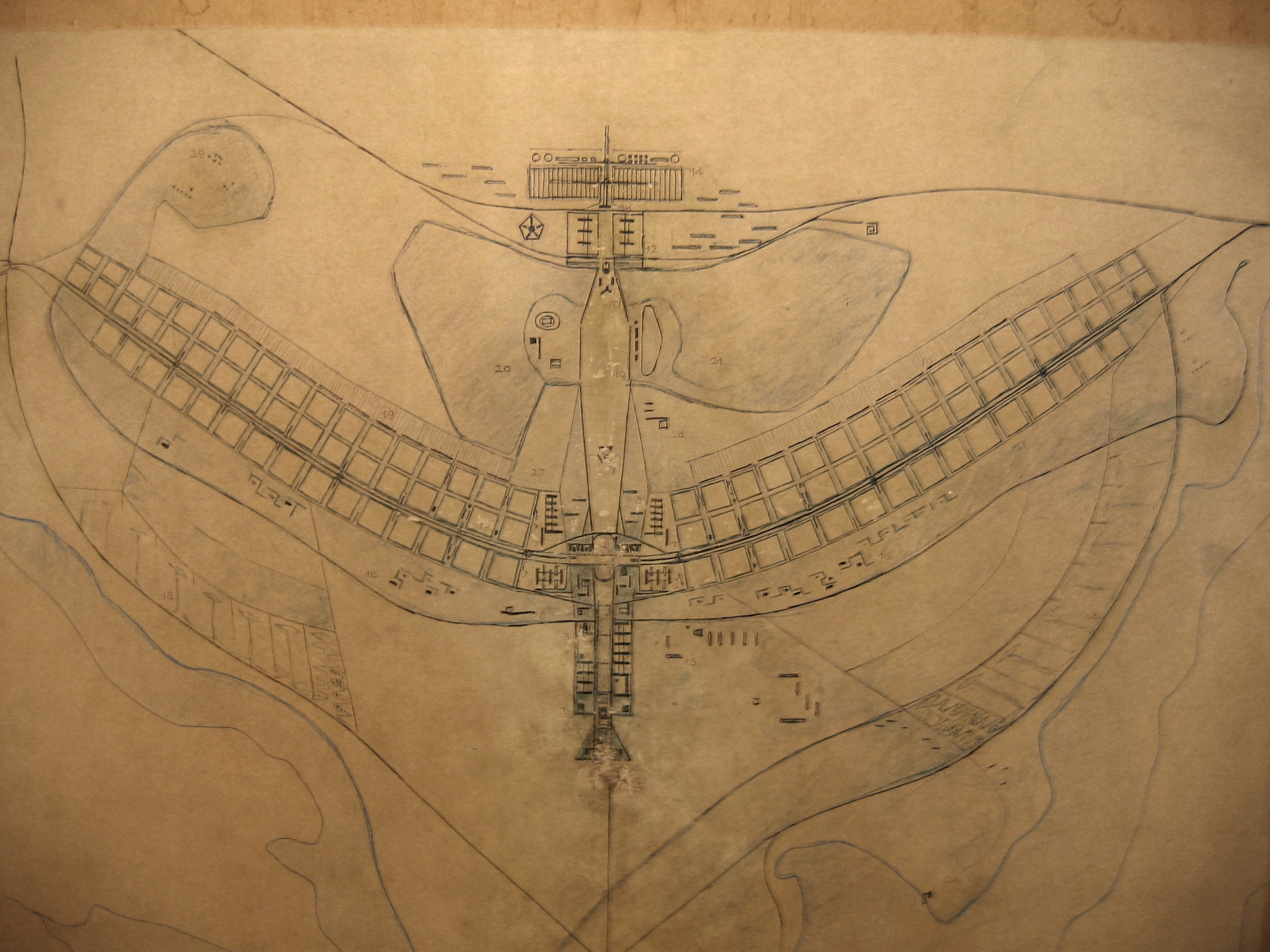
Plano Piloto de Brasília

Lúcio Costa, o principal urbanista da cidade, projetou a capital brasileira com inspiração na cruz, apesar de o formato ser popularmente confundido com o de um avião. Habitações e escritórios estão situados em superquadras, conforme o plano original.
O plano especifica quais zonas são residenciais, que são comerciais, onde as indústrias podem se estabelecer, onde os edifícios oficiais podem ser construídos, a altura máxima dos edifícios, entre outros pontos. O Plano Piloto de Lúcio Costa foi escolhido por concurso, em que concorreram 5.550 pessoas. Oscar Niemeyer, amigo próximo de Cosata, foi o principal arquiteto da maioria dos edifícios públicos da capital federal, enquanto Roberto Burle Marx foi o paisagista. A cidade de Brasília foi construída em 41 meses, entre novembro de 1956 e 21 de abril de 1960, quando foi oficialmente inaugurada.

### Portugal
Vila Real de Santo António foi construída após o terramoto de 1755, no mesmo modelo que foi usado para a reconstrução de Lisboa (também destruída no terremoto), em um plano ortogonal similar.